# カミングダイエット
カミングダイエット（KAMING DIET）は、日清食品株式会社が販売するダイエット用スープである。

## 概要
「噛む＋おいしい＋あったかスープ」を特長として販売している。
特に「カミングシート（特許:第4755636号）」により、しっかり「噛む」事で満腹中枢を刺激し過剰な摂取を避ける事を目的と謳っている。
この「しっかり噛んで食事をする」行為は、厚生労働省も推奨している（噛ミング30運動）。
また、ビタミン11種類、ミネラル4種類、たんぱく質を含む栄養素を配合している。

## バリエーション
味のバリエーションは下記の通り。
- コーンポタージュ
- クリームシチュー
- トマトクリーム
- 枝豆スープ
- かぼちゃのポタージュ
- クラムチャウダー
- スンドゥブ
- 参鶏湯スープ

## 販売
ダイエットプログラム、まとめ買いの2つの販売方法を実施している。

## CM
2010年からテレビコマーシャルを行っている。